# 文献学研究所
文献学研究所是一家德国出版社，由约瑟夫·迈耶于1826年在哥達创立，1828年搬到希尔德堡豪森，1874年搬到莱比锡，以出版工具书为主。二战后东西德分别在莱比锡和曼海姆成立了继承公司，德国统一后的1991年两公司合并，2013年公司从曼海姆搬到柏林。

## 历史
公司的建筑在1943-44年间的莱比锡空袭中被摧毁，1946年公司被东德政府国有化为“人民企业莱比锡文献学研究所”（VEB Bibliographisches Institut Leipzig），其股东在西德的曼海姆另成立了文献学研究所股份公司（Bibliographisches Institut AG）。东西德的两个公司都继续出版词典、地图和百科全书出版物。
1984年，西德的文献学研究所股份公司兼并了其在参考书市场最大的竞争对手布羅克豪斯出版社。东西德统一后的1991年，两公司合并，莱比锡原址的不动产被收回。

## 出版
该出版社以出版《迈耶辞典》（Meyers Lexikon，又名《迈耶百科词典》，1839年初版）、《动物生命》（Brehms Tierleben，1863-69，1911-18）；《杜登》（Duden，各语言词典，1880年初版）、《迈耶旅游手册》、《迈耶经典著作》（国内外文学）《迈耶地图手册》《世界大地图》等书闻名。